# Round Lake Heights, Illinois
Round Lake Heights là một làng thuộc quận Lake, tiểu bang Illinois, Hoa Kỳ. Năm 2010, dân số của làng này là 2676 người.

## Dân số
Dân số qua các năm:
- Năm 2000: 1347 người.
- Năm 2010: 2676 người.